# Listă de comune din raionul Florești
Această listă conține comunele din raionul Florești, Republica Moldova, cu satele din componența lor. Celulele gri indică localitățile consemnate ca „sat (comună)” în Legea privind organizarea administrativ-teritorială a Republicii Moldova.
| Comuna            | Satul de reședință | Sate componente             |
| ----------------- | ------------------ | --------------------------- |
| Alexeevca         | Alexeevca          | Alexeevca                   |
| Alexeevca         | Alexeevca          | Chirilovca                  |
| Alexeevca         | Alexeevca          | Dumitreni                   |
| Alexeevca         | Alexeevca          | Rădulenii Noi               |
| —                 | —                  | Băhrinești                  |
| —                 | —                  | Cașunca                     |
| —                 | —                  | Cernița                     |
| —                 | —                  | Ciripcău                    |
| Ciutulești        | Ciutulești         | Ciutulești                  |
| Ciutulești        | Ciutulești         | Ion Vodă                    |
| Ciutulești        | Ciutulești         | Mărinești                   |
| Ciutulești        | Ciutulești         | Sîrbești                    |
| —                 | —                  | Coșernița                   |
| Cuhureștii de Jos | Cuhureștii de Jos  | Cuhureștii de Jos           |
| Cuhureștii de Jos | Cuhureștii de Jos  | Țipordei                    |
| Cuhureștii de Sus | Cuhureștii de Sus  | Cuhureștii de Sus           |
| Cuhureștii de Sus | Cuhureștii de Sus  | Nicolaevca                  |
| Cuhureștii de Sus | Cuhureștii de Sus  | Unchitești                  |
| Cuhureștii de Sus | Cuhureștii de Sus  | Unchitești (loc. st. c. f.) |
| —                 | —                  | Cunicea                     |
| —                 | —                  | Domulgeni                   |
| Frumușica         | Frumușica          | Frumușica                   |
| Frumușica         | Frumușica          | Frumușica Nouă              |
| Ghindești         | Ghindești          | Ghindești                   |
| Ghindești         | Ghindești          | Hîrtop                      |
| Ghindești         | Ghindești          | Țîra                        |
| Ghindești         | Ghindești          | Țîra (loc. st. c. f.)       |
| Gura Camencii     | Gura Camencii      | Bobulești                   |
| Gura Camencii     | Gura Camencii      | Gura Camencii               |
| Gura Camencii     | Gura Camencii      | Gvozdova                    |
| Gura Căinarului   | Gura Căinarului    | Gura Căinarului             |
| Gura Căinarului   | Gura Căinarului    | Zarojeni                    |
| Iliciovca         | Iliciovca          | Iliciovca                   |
| Iliciovca         | Iliciovca          | Maiscoe                     |
| Izvoare           | Izvoare            | Bezeni                      |
| Izvoare           | Izvoare            | Izvoare                     |
| Izvoare           | Izvoare            | Scăieni                     |
| Japca             | Japca              | Bursuc                      |
| Japca             | Japca              | Japca                       |
| —                 | —                  | Lunga                       |
| —                 | —                  | Mărculești                  |
| —                 | —                  | Năpadova                    |
| Nicolaevca        | Nicolaevca         | Nicolaevca                  |
| Nicolaevca        | Nicolaevca         | Valea Rădoaiei              |
| Prajila           | Prajila            | Antonovca                   |
| Prajila           | Prajila            | Frunzești                   |
| Prajila           | Prajila            | Mihailovca                  |
| Prajila           | Prajila            | Prajila                     |
| Prodănești        | Prodănești         | Prodănești                  |
| Prodănești        | Prodănești         | Căprești                    |
| —                 | —                  | Putinești                   |
| —                 | —                  | Rădulenii Vechi             |
| Roșietici         | Roșietici          | Cenușa                      |
| Roșietici         | Roșietici          | Roșietici                   |
| Roșietici         | Roșietici          | Roșieticii Vechi            |
| —                 | —                  | Sănătăuca                   |
| Sevirova          | Sevirova           | Ivanovca                    |
| Sevirova          | Sevirova           | Sevirova                    |
| Ștefănești        | Ștefănești         | Prodăneștii Vechi           |
| Ștefănești        | Ștefănești         | Ștefănești                  |
| —                 | —                  | Temeleuți                   |
| —                 | —                  | Tîrgul Vertiujeni           |
| Trifănești        | Trifănești         | Alexandrovca                |
| Trifănești        | Trifănești         | Trifănești                  |
| Vărvăreuca        | Vărvăreuca         | Stîrceni                    |
| Vărvăreuca        | Vărvăreuca         | Vărvăreuca                  |
| Văscăuți          | Văscăuți           | Făgădău                     |
| Văscăuți          | Văscăuți           | Octeabriscoe                |
| Văscăuți          | Văscăuți           | Văscăuți                    |
| —                 | —                  | Vertiujeni                  |
| —                 | —                  | Zăluceni                    |